# Zeche Hünninghauserbank
Die Zeche Hünninghauserbank in Essen-Steele-Freisenbruch ist ein ehemaliges Steinkohlenbergwerk. Die Zeche ist aus der Zeche Hünninghauser Kohlberg entstanden und war auch unter dem Namen Zeche Hünninghausen bekannt.

## Bergwerksgeschichte
Etwa um das Jahr 1728 wurde die Zeche Hünninghauser Kohlberg durch die Gesellschaft Hünninghausen et Consorten angelegt. Das Bergwerk sollte zur Versorgung der Steeler Glashütte mit Brennstoffen dienen, später wurde die Zeche dann Zeche Hünninghauserbank genannt. Am 20. April des Jahres 1745 wurde ein Längenfeld verliehen. In den Jahren 1749 bis 1751 war das Bergwerk nachweislich in Betrieb. Die Betriebsabrechnung erfolgte in dieser Zeit gemeinsam mit dem Kohlberg an der Glashütte. Für das Jahr 1751 wird eine Monatsförderung von etwa 50 Tonnen Steinkohle angegeben. Da die Glashütte stillgelegt worden war, wurde das Bergwerk in den Jahren 1754 und 1755 außer Betrieb genommen. In den Jahren 1761 und 1762 war das Bergwerk wieder in Betrieb. Für den Abbau der Hüninghauser Banck & Nebenbanck musste in den Jahren 1762 und 1763 der Zehnt gezahlt werden. 
In den Jahren 1774 bis 1776 war das Bergwerk in Fristen gelegt. Am 20. April des Jahres 1775 erfolgte eine Verleihung auf ein Grubenfeld mit dem Namen Hünninghauser- und Nebenbank. Im Jahr 1781 war das Bergwerk noch in Betrieb, es wurde aber im darauffolgenden Jahr stillgelegt. Grund für die Stilllegung war die ausgekohlte Lagerstätte. Später wurde das Bergwerk wieder in Betrieb genommen. In diesem Jahr wurde die Zeche auch Zeche Jammenölt genannt. Etwa um das Jahr 1823 wurde die Zeche endgültig stillgelegt, die Kohlenlieferungen wurden von der Zeche Eintracht übernommen. Im Jahr 1827 konsolidierte die Zeche Hünninghauserbank mit anderen Zechen zur Zeche Einigkeit. 